# Horst Tress

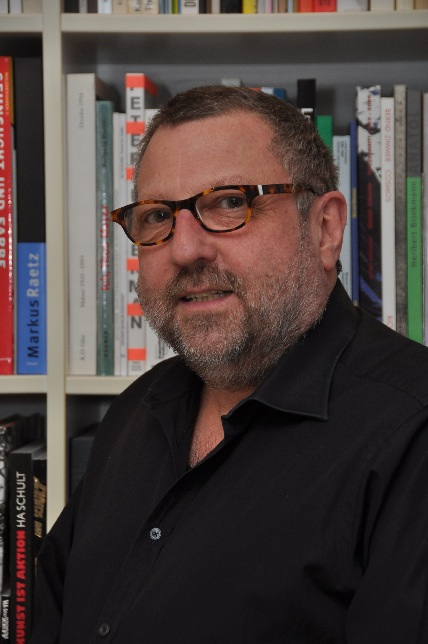
Horst Tress (2011)

Horst Tress (* 1950 in Köln) ist ein deutscher Künstler und Autor in Köln.

## Leben
Horst Tress wurde als Sohn von Günter Tress (Hindernisjockey) und Marianne Tress, geb. Hinz (Friseurin), in Köln-Lindenthal geboren.
Tress absolvierte von 1966 bis 1969 eine Ausbildung zum Schriftsetzer in der Kölner Kunstdruckerei Breker und von 1970 bis 1972 ein Werbegrafik-Studium. 1973 heiratete er Lydia Franken. Die ersten Schritte auf dem Kunstmarkt ermöglichten ihm der damalige Kölner Avantgarde-Galerist Ingo Kümmel und der Kunstkritiker Gerd Winkler (Kunstwetterlage in der Zeitschrift pardon, Aspekte/ZDF und Buchautor/Belser Verlag). Neben seiner künstlerischen Arbeit war er in den Folgejahren als Museumsshop-Mitarbeiter, Druckformhersteller, Kalkulator, Mediengestalter, Kunstvermittler sowie Werbetexter tätig. In den 1970er und 1980er Jahren war Horst Tress einer der Ideenlieferanten für Harlekin Geschenke in Wiesbaden. Deutschlandweit wurden seine Ideen in Kaufhäuser und Geschenkboutiquen verkauft. Eine auf der Rückseite handsignierte Anstecknadel mit dem Aufdruck „Kunst ist ansteckend!“ edierte er selbst (Vier unterschiedliche Motive in einer rückseitig signierten Gesamtauflage von 25.000 Exemplaren). 1981 organisierte er mit Hilfe von Klaus Staeck eine Ausstellung von Joseph Beuys in einer Kölner Gastwirtschaft. 1989 bis 2011 war er Herausgeber der Print-Ausgabe von „Köllefornia“ mit Originalbeilagen, unter anderem von Klaus Staeck, HA Schult, Karlheinz Stockhausen und Ben Vautier. Alle Ausgaben befinden sich im Kölnischen Stadtmuseum sowie in der Kölner Kunst- und Museumsbibliothek. Seit mehreren Jahren erscheint „Köllefornia“ online.
Seit 1970 beteiligt er sich an internationalen Ausstellungen. Unter anderem stellte er gemeinsam mit Joseph Beuys, Ryosuke Cohen, Robert Filliou, Jürgen O. Olbrich, Yoko Ono, Clemente Padin, Robert Rehfeldt, HA Schult, Klaus Staeck, Timm Ulrichs, Ben Vautier, Wolf Vostell und vielen anderen aus. Horst Tress machte sich den Begriff Fluxpostphoto zu eigen. Dabei handelt es sich um Original-Fotografien die weltweit gezeigt werden. Einer seiner beliebten Zitate lautet „Mail Art is Rock'n'Roll“. Der Rock ’n’ Roll brachte die nachhaltigsten Veränderungen gesellschaftlicher Zustände. Nicht nur in der Musik, auch in der bildenden Kunst, Film, Tanz und der Literatur. Rock ’n’ Roll war ein Aufbruch in einer neuen Zeit.

## Ausstellungen als Künstler (Auswahl)
Von 1970 bis 1982 One-Man-Shows in Argentinien, Belgien, Deutschland, Italien, Frankreich, Polen, Schweden und Spanien.
- 1971: New Reform Gallery, Aalst, Belgien
- 1974: Centro de Arte y Comunicación, Buenos Aires, Argentinien
- 1976: Galerie an der Neupforte, Aachen
- 1978: Galerie Chez Malabar et Cunégonde, Nizza, Frankreich (Ben Vautier, Dokumentationsraum)
- 1979: Galerie s:t Petri, Lund, Schweden
- 1979: Galerie KIS, Düsseldorf
- 1979: Theater im Vringsveedel Köln
- 1981: Stiftung City Treff, Köln

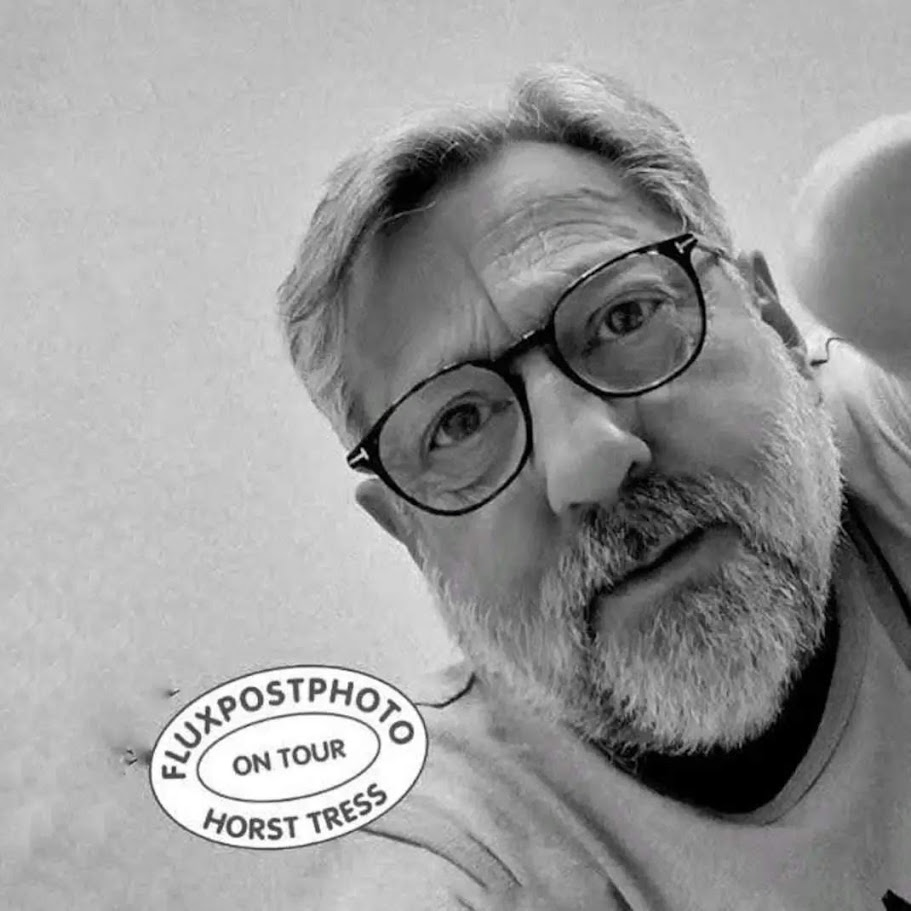
Horst Tress (2024)

Er beteiligte sich weltweit an weit über 1000 Ausstellungen. Exemplarisch fing 1970 alles mit dem „Kölner Neumarkt der Künste“ an.
- 1976: „The Seventies“, CAYC, Buenos Aires, Argentinien[4]
- 1976: „The Venetian Tools Projekt“, Biennale Venedig (Schweizer Pavillon)
- 1976: Mail-Art-Ausstellung in der damaligen DDR. Der Atelierbund Erfurt zeigte in einem eingeweihten Personenkreis Beuys, Friedman, Manigh, Rehfeldt und Tress.[5]
- 1978: Postkarten von Albrecht D, Wolf Vostell, Horst Tress u. a. im Café der Staatsgalerie Stuttgart
- 1978: Postkarten & Künstlerkarten, Galerie Arkade, Staatlicher Kunsthandel der DDR, Berlin
- 1998: „Zwischen Leben und Tod“, Kölnisches Stadtmuseum
- 2001–2003: „Kunst auf Rezept“, u. a. Museum Ratingen, Kunsthalle Erfurt, Museum der Stadt Landau, Siegerlandmuseum Siegen, Berliner Medizinhistorisches Museum der Charité etc.
- 2006–2020: Ein Koffer für die letzte Reise. Sie wurde an verschiedenen Orten in Deutschland, Mexiko, Russland, Österreich und der Schweiz gezeigt.[6]
- 2013: „Arte Postale“, Akademie der Künste, Berlin[7]
- 2014: “Frida Kahlo a Woman in the Future”, Biblioteca Roncello, Comune di Roncello, Italien
- 2015: „Kunst für Alle“, Akademie der Künste, Berlin
- 2015: “New York Big Apple I Project”, The New York Boyer Foundation, New York, USA
- 2015: “Visual Poetry”, International Mail Art Event at Mac Museum, Museo de Arte Canadense, Argentinien
- 2015: „IMAGÉTICA 2015“ – 1st International Exhibition of Visual Poetry of FACHA, Rio de Janeiro, Brasilien
- 2015–2016: “theRED”, Kunsthalle Schaffhausen, Schweiz
- 2016–2017: „Pieter Bruegel“, The Museum of Instant Images, Chaam, Niederlande
- 2016: VIIª Biennale Internazionale Mail Art 2016, Cosenza, Italien
- 2016: “Artists’ Books”, Museum San Donà di Piave (Venedig), Italien
- 2016: “What would you put in the Hat of Joseph Beuys”, l’Archivio Ophen Virtual Art e la Collezione Bongiani Ophen Art Museum di Salerno, Italien
- 2017: Visual Poetry, Velimir Khlebnikov Museum, Saint-Petersburg, Russland
- 2017: „Fête du Fil“ Festival in Labastide-Rouairoux, Frankreich
- 2017: The Hoyt Gallery at the USC Keck School of Medicine present “PAIN2”, Los Angeles, USA
- 2018: „Lady Madonna“, The Jheronimus Bosch Art Center, Chaam, Niederlande
- 2018: „Dead Bird Art Show“, Arkansas, USA
- 2018: „La Follia – Madness“, VIIIª Biennale Internazionale Mail Art 2018, Italien
- 2018: „Wie siehst Du Europa?“, Technische Universität Chemnitz
- 2019: North Spokane County Library, Spokane, WA USA.
- 2019: ART’S Birthday 2019, Museum Fluxus+, Potsdam
- 2019: IV Exposición Internacional de Arte Postal, „el agua“, Palacio de Valdecarzana, Avilés, Spanien
- 2019: Museum der bildenden Künste, Leipzig, YOKO ONO – PEACE is POWER
- 2019: Fluxfest 2019, Sheldon Rose Gallery, Toronto, Kanada
- 2019: “Structures”, Rokeby Museum, Ferrisburgh, Vermont, USA
- 2019: “KUNST ist immer eine Behauptung. SAMMELN auch. 50 Jahre Sammlung Kraft”, Kunstmuseum Villa Zanders, Bergisch Gladbach
- 2019–2020: „Like you“, Museum für Kommunikation, Berlin
- 2020: „1 Convocatoria Arte Postal“, Museo Internacional de Elektrografia, Cuenca, Spanien
- 2020: „Liebeskirmes“, dd 55 Gallery, Köln, u. a. mit Jürgen Raap, Hella von Sinnen und Volker Hildebrandt.
- 2020: „Zimmerecken“, Museum Villa Flora, Winterthur, Schweiz
- 2020: „Stay Home / Mail Art“, Kaiser Wilhelm Museum, Krefeld
- 2020: „Underground Mail Art“, Chiostro Grande di San Domenico atl Archäologisches Museum in Perugia, Italien
- 2020: „Light, Camera, Action“, Museu Quinta da Cruz, São Salvador, Portugal
- 2021: „Joseph Beuys - Intuition“, Kunstmuseum Villa Zanders, Bergisch Gladbach
- 2021: „Manuports“, Kunsthalle Kohta, Helsinki, Finnland
- 2021: The 1st International TYPO Mail Art Project, Muzeum Piśmiennictwa i Drukarstwa Szkolna, Grębocin, Polen
- 2021: „Joseph – 100 – Beuys“, Museum für Moderne bildende Kunst in der Dmitrovskaya, Russland
- 2021: „Aktion Kunst & Kultur“, Ludwig Museum Koblenz
- 2022: „Endzeit“ im Museum Herxheim
- 2022: „1973-1985-2022. Die vergessene Ausstellung“, Nationalmuseum der Schönen Künste von Chile, Buenos Aires, Argentinien
- 2022: „Kapitalistischer Realismus, Sozialistischer Realismus, Fluxus, Deutscher Pop“, Stadtgalerie Weißer Turm, Ahrweiler
- 2023: „Future, Beginnings, Coincidences, Now“, Artpool Art Research Center, Budapest, Ungarn
- 2023: Mail Art, mit Baroni, Beuys u. a., Galeria Korekta, Warschau, Polen
- 2023: „Susanna & Du“, Wallraf-Richartz-Museum & Fondation, Köln
- 2024: „Size Matters. Größe in der Fotografie“, Kunstpalast, Düsseldorf
- 2024: „Self-Portrait“, The Fantapia M. Museum, Gangneung City, Gangwon Province, South Korea
- 2024: „Sammelleidenschaft - Wallraf für Köln“, Kölnisches Stadtmuseum
- 2024: „Collagen, Artzines, Artbooks“, Galerie der Warschauer Universitätsbibliothek, Polen
- 2024: „Politics of Love“, Kunsthaus Hamburg
- 2025: „Ruth Wolf-Rehfeldt - Am Ende beginnt etwas bei uns“. Galerie ChertLüdde, Berlin
- 2025: „Aura“, Kunstverein Duisburg
- 2025: „Mail Art Show“, New York Public Library, New York, USA
- 2025: „KAFKA“, The Jan Matejko Academy of Fine Art in Kraków, Polen
- 2025: "Fluxus 2025", Chicago Dance Theatre Ensemble, Chicago, USA

## Radio, Fernsehen, Auftritte (Auswahl)
- 1971: WDR 3, Kritisches Tagebuch, Karlhans Frank rezensiert das Tress-Buch „Angst!“.
- 1978: ZDF “Aspekte” zeigt Film über Tress und versteigerte ein Kunstwerk.
- 1981: Kultur-Varieté „Die bunte Kuh“, Kölner Wolkenburg. Mit Hella von Sinnen, Dirk Bach, Jürgen Domian und Horst Tress.
- 2006: „Farbphänomene“, 1-Std.-Hörfunksendung aus dem Studio Flok/Radio Köln (mit Paula Cremer, Heinz Bleser und Horst Tress).

## In Sammlungen und Archiven als Künstler und Herausgeber (Auswahl)
Archiv Hanns Sohm in der Staatsgalerie Stuttgart
Archiv für alternatives Schrifttum Duisburg
Museum für Post- und Kommunikation, Frankfurt
Kölnisches Stadtmuseum
Museum Fluxus+, Potsdam
Von der Heydt-Museum, Wuppertal
Lomholt Mail Art Archive, Kopenhagen (Dänemark)
Associazione Culturale Art Gallery Museum NabilaFluxus (Italien)
Bongiani Ophen Art Museum (Italien)
Archive Artist Publications, München
Zentrum für Künstlerpublikationen Weserburg, Bremen
Archives of the Eternal Network in Santa Fe (USA)
Mail Art Archive Vienna – MAAV, Wien (Österreich)
Archiv für Alternativkultur – Sammlung Josef Wintjes der Humboldt-Universität zu Berlin
Sammlungen der OÖ Landes-Kultur GmbH in Linz (Österreich)
Kunst- und Museumsbibliothek, Köln
DADA-Zentrum, Kamenz
Staatliche Kunstsammlungen Dresden, Kupferstich-Kabinett
Wallraf-Richartz-Museum & Fondation, Köln
Mail Art Archiv von Ruth Wolf-Rehfeldt und Robert Rehfeldt, Galerie Chert Lüdde, Berlin
Deutsches Hygiene-Museum, Dresden
The Archives Peter van Beveren Library, Den Haag (Niederlande)
New Reform-Archiv, Aalst (Belgien)

## Veröffentlichungen als Künstler und Autor (Auswahl)
Seit 1970 hunderte Veröffentlichungen, Sekundärliteratur in Kataloge, Magazine, Tagespresse, Illustrierte etc.

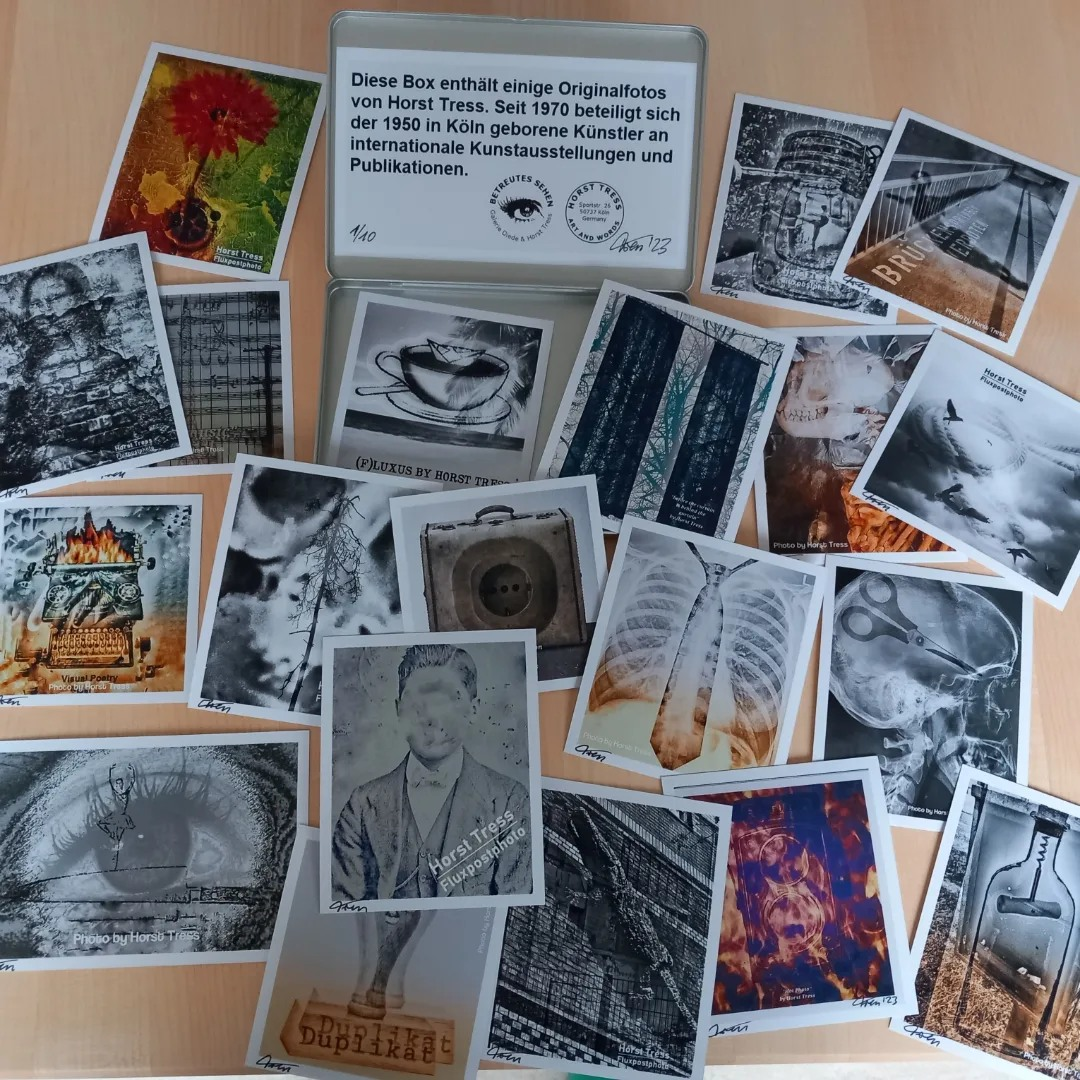
Fotoideen von Horst Tress.

- 1973: Horst Tress „Neuland“, Gauke Verlag
- 1977: Edition Zufall, Köln (Mappe mit Robert Rehfeldt, Horst Tress und Janos Urban)
- 1977: „Stilleben“ mit Jochen Gerz, Arnulf Rainer und Horst Tress, Kunstreport, Deutscher Künstlerbund
- 1979: „Horst Tress pa S:t Petri“, Skanska Dagbladet, Lund, Schweden
- 1979: Dana Cebulla „Art Show“, Kölner Stadt-Revue
- 1979: „Profil Nr. 3“, Galerie KIS, Düsseldorf
- 1981: Doris Schreiber „City-Tress for President“, Kölnische Rundschau
- 1981: Heinz Weyers „Mit einem Streichholz für 280 Mark können Sie kein Feuer machen“, Bild-Zeitung
- 1998: „Kunst um Tod und Trauer“, Kölner Stadt-Anzeiger[9]
- 2001: Prof. Dr. Hartmut Kraft „Kunst auf Rezept“, Salon Verlag
- 2006: Fritz Roth „Einmal Jenseits und zurück“, Gütersloher Verlagshaus[10],
- 2014: „Zwischen Ausstieg und Aktion“, Kerber Verlag
- 2015: Edition love pro toto, Köln
- 2016: Katalogtexte für die Künstler Joelle Meissner, Lo Graf von Blickensdorf und Malte Sonnenfeld
- 2017: Horst Tress “Art and Communication”, Text wurde in verschiedenen Publikationen weltweit veröffentlicht.
- 2018: Zeitschrift ANGRY OLD MAN, USA
- 2018: Stampzine Nr. 10 und Nr. 12, Knoxville, Tennessee, USA
- 2020: Martin Schwarz „Zimmerecken“, Eigenart Verlag
- 2021: Hartmut Kraft „Joseph Beuys - Intuition 1968“, Kettler Verlag
- 2022: Katalog „Kapitalistischer Realismus, Sozialistischer Realismus, Fluxus, Deutscher Pop“, Galerie Diede
- 2023: Katalog „Kisten, Kästen, Kartons & Truhen“, Galerie Art Factory Flox in Kirschau
- 2024: Gik Juri „Dadahomeya Review“, Moskau